# Ідея (донька Дардана)
Ідея або Дія (дав.-гр. Ἰδαία) — легендарна скіфська принцеса, у шлюбі королева Тракії, донька правителя Скитії Дардана.

## Життєпис
Ідея, Дія або «та що походить від Іди» була донькою легендарного скитського короля Дардана. Друга дружина Тракійського володаря Салмідеса біля Босфору. Фіней вигнав першу дружину Клеопатру й одружився з Ідеєю. Пізніше вона звинуватила своїх пасинків Плексипа і Пандіона в тому, що вони переслідують її своїми любощами. Синів батько наказав кинути до в'язниці. Бореади звільнили синів Клеопатри, вбили Фінея, а Тракійський трон передали звільненим синам.
Аргонавти, зокрема Геракл, переконали нових правителів не вбивати Ідею, а повернути її батькові. Коли Ідея повернулася в Скитію, король Дардан сам засудив доньку на смерть, і її стратили.
Оскільки батька Ідеї іноді плутають з Дарданом, який був сином Зевса і Електри та прабатьком троянців; або є версія, що це був один і той самий Дардан, то є легенди, в яких Ідея, є німфа, яка була матір'ю першого правителя троянців Тевкра від річкового бога Скамандра.
За словами Діодора Сицилійського, Ідея була матір'ю корибантів, озброєних танцівниць, які охороняли немовля Зевса в печері на Критській горі Іда.

В Іліаді її пов'язують з Мінойським культом богині-матері.

В інших міфах Ідея стала матір'ю Креса — епоніму Криту. Вона може бути такою донькою правителя Криту Міноса, яка також породила Астеріона від Зевса.
В античній географії на півночі гори Іда розташовувалася Троя.